# Norbert Wilczewski

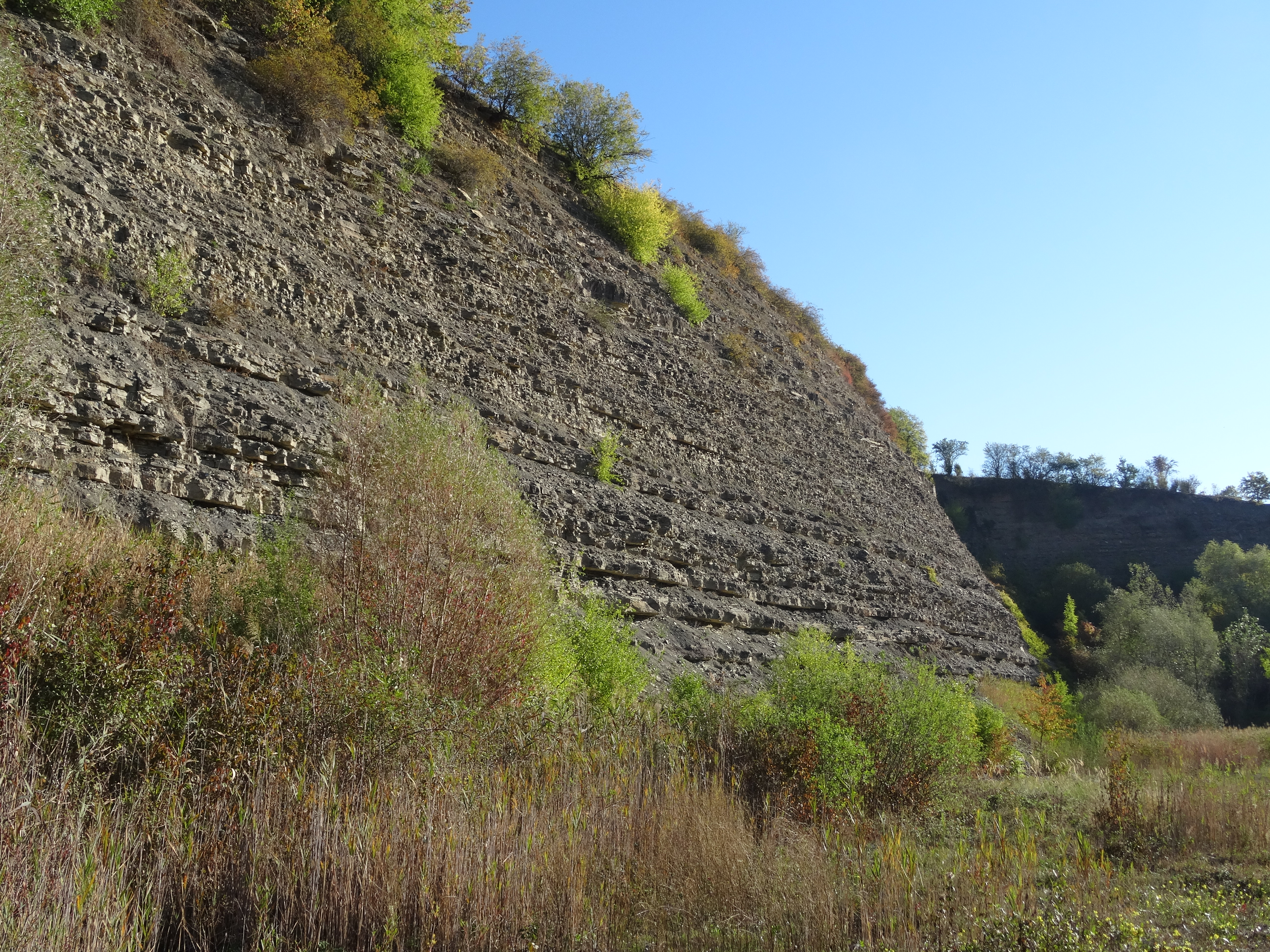
Steinbruch an der Autobahnbrücke bei Dettelbach

Norbert Wilczewski (* 20. Februar 1938 in Breslau) ist ein deutscher Geologe und Paläontologe.

## Leben
Norbert Wilczewski besuchte nach der Volksschule in Eibelstadt ab 1948 das Realgymnasium in Würzburg und von 1953 bis 1957 das Städtische Naturwissenschaftliche Gymnasium am Hansaring in Köln und studierte anschließend an der Universität zu Köln und der Julius-Maximilians-Universität Würzburg Geologie.
1967 wurde er bei Georg Knetsch und Erwin Rutte in Würzburg mit seiner Dissertation über Mikropaläontologische Untersuchungen im Muschelkalk Unterfrankens, die er am 31. März 1967 einreichte und am 10. Mai 1967 die mündliche Prüfung ablegte, promoviert. Für seine Dissertation entnahm er an 7 Detailprofilen aus diesen in Unterfranken etwa 220 m mächtigen Schichten durchschnittlich etwa alle 30 cm eine Probe und wertete anschließend 230 Proben aus dem Unteren Muschelkalk, 9 Stichproben aus dem Mittleren Muschelkalk und 250 Proben aus dem Oberen Muschelkalk auf den Gehalt an Mikrofossilien und deren stratigraphisches Vorkommen hin aus.
Als Ergebnis konnte er neben seinen Feststellungen über das jeweilige stratigraphische Vorkommen der einzelnen Arten der unterschiedlichen Mikrofossilien in seiner Arbeit erstmals isolierte Kieferelemente triassischer Scolecodonten auffinden und bearbeiten und eine Erstbeschreibung von Arabellites moenanus Wilczewski 1967 einfließen lassen. Unterstützung erfuhr er hierbei durch die polnische Wirbeltier-Paläontologin Zofia Kielan-Jaworowska, die ihn zum Kapitel der Scolecodonten beraten hat.
Annähernd zeitgleich mit Wilczewski bearbeitete vermutlich ohne gegenseitige Kenntnis Heinz Kozur, der zu dieser Zeit an der Bergakademie Freiberg forschte, ebenfalls Kieferelemente triassischer Scolecodonten aus dem Muschelkalk vom Thüringer Becken und von Norddeutschland und veröffentlichte seine Erkenntnisse ein halbes Jahr später in den Monatsberichten der Deutschen Akademie der Wissenschaften.
Bei der Bearbeitung der Foraminiferen wurde Wilczewski mit Hinweisen von Edith Kristan-Tollmann unterstützt und stellte das Vorkommen von 11 Gattungen fest. An Arten konnte er dabei trotz Steinkernerhaltung die Taxa Ammodiscus incertus (D’Orbigny 1839), Ammodiscus infimus (Strickland 1846) und Glomospira gordialis (Jones & Parker 1860) bestimmen.
Die zahlreich aufgefundenen Conodonten konnten 16 verschiedenen Arten (8 Gattungen) zugeordnet werden. Das von Norbert Wilczewski bei der Bearbeitung neu aufgestellte Taxon Lonchodina arcuata Wilczewski 1967 ist allerdings vermutlich nicht valide, da dieser Name zu dieser Zeit bereits für den devonischen Conodonten Lonchodina arcuata Ulrich & Bassler 1926 vergeben war.
1983 (3. Auflage 1995) veröffentlichte er mit Erwin Rutte einen geologischen Führer Mainfranken und Rhön.
Wilczewski wirkte später bis zu seinem Ruhestand als wissenschaftlicher Mitarbeiter im Bereich Ingenieurgeologie der Abteilung Angewandte Geologie an der Georg-August-Universität Göttingen.

## Schriften (Auswahl)
- Mikropaläontologische Untersuchungen im Muschelkalk Unterfrankens. Inaugural-Dissertation, Würzburg 1967
- mit Hans-Peter Schultze: Ein Nothosauride aus dem unteren Mittel-Keuper Unterfrankens. In: Göttinger Arbeiten zur Geologie und Paläontologie, 5, 1970, S. 101–112
- mit Wolfgang E. Krumbein: Eine Dipnoer-Zahnplatte aus dem Buntsandstein Helgolands. In: Neues Jahrbuch für Geologie und Paläontologie, Monatshefte, 1973, Heft 5, S. 279–283
- Der Kalbenstein bei Karlstadt – Geologische Analyse einer Rutschung. In: Weltenburger Akademie, Kelheim–Weltenburg 1983, S. 239–244
- mit Erwin Rutte: Mainfranken und Rhön. Sammlung Geologischer Führer, Band 74, 2. völlig überarbeitete Auflage von Band 43, Borntraeger, Berlin und Stuttgart 1983
- mit Erwin Rutte: Mainfranken und Rhön. Sammlung Geologischer Führer, Band 74, 3. überarbeitete Auflage, Borntraeger, Berlin und Stuttgart 1995